# نایجل ویلیام ریچاردز
نایجل ویلیام ریچاردز (انگلیسی: Nigel Richards; ۱۵ اوت ۱۹۴۵ – ۲۱ نوامبر ۲۰۱۹) فرد نظامی اهل بریتانیا بود. وی همچنین برندهٔ جوایزی همچون نشان حمام و نشان امپراتوری بریتانیا شده‌است.